# Михаило Ивановић
Михаило Ивановић (Кучи, 1874 – Херцег Нови, 1949) био је црногорски политичар и један од лидера Народне странке од 1906. до 1918. године. Након Подгориче скупштине и уједињења Црне Горе са Србијом, разочарао се и постао један од битнијих функционера Црногорске федералистичке странке и Народни посланик у Народној скуштини Краљевина, Срба, Хрвата и Словенаца, док је касније био квислинг током Другог светског рата.

## Живот
Родио се 1874. године у Кучима који су тада били део Књажевине Црне Горе. Током студија у Београду, 1899. године, био је депортован из Србије заједно са групом Црногораца након што су оптужени да су припремали терористички напад. Матурирао је на Правном факултету Свеучилишта у Загребу и вратио се у Црну Гору где је радио у суду у Никшићу. Касније је постао члан Вишег Суда Краљевине Црне Горе.
Залагао се за уједињење Србије и Црне Горе, па се 1912. године преселио у Београд. Ту је остао све док га Краљ Никола I није амнестирао и вратио се још једном у Црну Гору. Након Подгоричке скупштине постао је члан Црногорске федералистичке странке. У Народну скупштину изабран је 1923, 1925 и 1927.
Оснивањем Независне Црне Горе током Другог светског рата под покровитељством Италије, учествовао је на Петровданском сабору који је требао да прогласи нову владу Црне Горе. После рата, изгубио је грађанска права под комунистичким режимом због сарадње са Италијанима.